# 迷魂梟雄
《迷魂梟雄》（英語：Vikram Vedha）是一部2017年印度泰米爾語新黑色動作驚悚片，由普什卡—加亞特里合作編劇兼導演，YNOT製片室製作。本片的靈感來自印度民間故事《二十五個起屍鬼的故事》，由馬德哈萬及維傑·西圖帕提領銜主演，其他主演包括施拉達·斯里納特、卡希爾、瓦拉拉克斯米·薩拉特庫馬爾、普雷姆·庫馬爾、阿丘特·庫馬爾、哈瑞希·普拉狄和維維克·普拉桑納。在片中，維克拉姆督察（Inspector Vikram，馬德哈萬飾演）一心追捕並殺死黑幫老大威達（Vedha，西圖帕提飾演）。威達自願投降後，為維克拉姆講了三則故事，改變了他對善惡的看法。
2015年1月，製片人S·薩希坎思透露將製作一部由普什卡與加亞特里執導的電影。經歷2015年全年的劇本開發後，馬德哈萬與西圖帕提於2016年2月被選為主角。電影於同年11月展開主要拍攝，2017年1月宣告殺青。山姆·C·S譜寫了電影配樂，P·S·維諾德與A·理查德·凱文（A. Richard Kevin）則分別負責攝影及剪輯。
《迷魂梟雄》2017年7月21日在印度上映，獲得普遍好評；評論家稱讚導演技巧、音樂、劇本、電影攝影、動作場面，以及演員表演（尤其是馬德哈萬和西圖帕提）。本片製作成本為1.1億盧比，儘管受到商品及服務稅實施的影響，但全球票房仍達到6億盧比的佳績。《迷魂梟雄》分別獲得了南印度電影觀眾、維傑和挪威泰米爾影展的四座大獎。此外還獲得了三座阿南達·維卡坦電影獎、兩座Techofes獎和一座愛迪生獎。2022年，本片由同一導演組合翻拍成同名印地語版電影。

## 劇情
維克拉姆是能明辨善惡的正直督察，而威達則是能察覺細節的凶狠黑幫。維克拉姆的好友西蒙率領一支對抗團隊，旨在消滅威達。在一次遭遇戰中，團隊殺死了威達的幾名手下；維克拉姆殺死了一名手無寸鐵的罪犯，為避免進一步調查，眾人合力偽造了現場。當團隊計劃再次執行掃蕩時，威達進入警察局並主動投降。維克拉姆審問威達期間，威達主動提出要講一則故事。第一則故事講述威達成為了毒品走私犯，警告弟弟維格納什遠離犯罪；維格納什因數學能力出眾而被暱稱為「普利」（Pulli，意為學霸），但普利卻被敵對黑幫拉維強迫運毒。當普利和朋友昌德拉被警察抓獲時，普利承認了罪行，拉維也隨即被捕。
在老闆桑古的命令下，拉維襲擊了普利，在他的手上留下了永久的傷疤。威達詢問維克拉姆，自己該殺拉維還是桑古，維克拉姆回答說桑古才是主使者，而拉維只是執行者。威達完全同意這一點，暗示自己選擇殺了桑古。威達的律師實際上是維克拉姆之妻普里亞，她介入並將威達保釋出來。維克拉姆回想起普利手上的傷疤，發現他們為了逃避調查而陷害的那位手無寸鐵的罪犯其實是普利。維克拉姆擔心威達可能會試圖殺死西蒙，於是趕往西蒙正前往的毒品所在地。在電纜廠，維克拉姆發現西蒙和昌德拉都被槍殺；蘇倫德拉警司認定這是一場失敗的遭遇戰。普里亞拒絕向維克拉姆透露威達的下落。維克拉姆對此感到非常憤怒，於是帶隊跟蹤普里亞，並突襲了威達的住所並成功逮人。威達請維克拉姆對自己下手前聽另一則故事。
第二則故事與已成年的普利有關：他提出透過投資股票來幫威達洗錢。威達的老闆契塔為此拿出了5000萬盧比，錢被放在昌德拉家裡。但普利發現，昌德拉疑似遭到綁架，錢也不翼而飛。昌德拉隨後坦承，自己偷走了錢，並偽造了綁票跡象，但因深愛普利而反悔。威達將錢還給契塔，契塔命令他殺死昌德拉。威達維克拉姆是否應該遵循契塔的指令，還是該反抗並支持普利和昌德拉，從而引發幫派戰爭。維克拉姆回答他該支持普利，威達也同意。維克拉姆在意識到普利的清白後，感到一時迷茫，威達趁機襲擊了他，臨走前要求調查起西蒙和普利的死。
卡泰是西蒙的線人，先前帶領他們來到普利的藏身處。維克拉姆打算拜訪他，卻發現對方已被殺害。維克拉姆和團隊試圖找到兇手；他花了一點時間回憶，並聽到了威達故事中的一名喀拉拉邦暴徒的言詞。維克拉姆與暴徒打了起來，團隊新人桑塔南前來槍殺了暴徒，救了維克拉姆一命。維克拉姆搜查了他的房間，卻發現了一支香菸，察覺香菸裡裝的是大麻而非菸草，推斷出拉維是這次遭遇戰的幕後黑手。維克拉姆來到威達常待的餐館並聯絡上對方，對方將拉維綁到了一家廢棄的工廠。維克拉姆到來後，威達向講述了第三則也是最後一則故事：他讓普利和昌德拉前往孟買，以避風頭。威達注意到除了契塔的手下以外，只有自己的手下成為了警方的目標並被消滅。
根據拉維的供詞，威達稱西蒙為了支付兒子的醫療費用，受到了拉維的賄賂，殺死了自己的手下。威達殺死了拉維，維克拉姆因還未知曉殺死西蒙的兇手而懊惱。蘇倫達爾和團隊趕到，嚴厲斥責維克拉姆再次讓威達逃跑。維克拉姆慢慢意識到整個團隊也被拉維賄賂；蘇倫達爾透露，拉維付錢給他們殺死威達，而綁架昌德拉的目的是讓普利離開孟買，從而引誘威達現身。但內疚的西蒙去救昌德拉，團隊則殺死了他們兩人並偽造了現場。當團隊準備殺死維克拉姆時，威達再次出現並救了他。一場槍戰隨之而來，維克拉姆在威達的幫助下制伏了所有同事，但殺死了身為主使者的蘇倫達爾。維克拉姆問威達，是否該因為救了自己的命而放人，或殺了身為罪犯的他。雙方舉起了槍指向對方，但此對峙懸而未決。

## 演員
| - 馬德哈萬飾演維克拉姆督察（Inspector Vikram） - 普雷姆·庫馬爾飾演西蒙（Simon） - 阿丘特·庫馬爾飾演蘇倫達爾（Surendhar） - 馬尼坎丹飾演桑塔南（Santhanam） - 喬治·維傑·尼爾森（George Vijay Nelson）飾演普拉巴卡爾（Prabhakar） - 巴布（）飾演安薩里（Ansari） - 瓦拉蒂·A·卡蒂克（Vaaladi E. Karthik）飾演潘迪安（Pandian） - E·拉姆多斯飾演維爾拉伊（Velraj） - 薩提亞（Satya）飾演哈利（Hari） - 戈皮（）飾演蒂亞加拉揚（Thiyagarajan） | - 維傑·西圖帕提飾演威達（Vedha） - 哈瑞希·普拉狄飾演契塔（Cheta） - 維維克·普拉桑納飾演拉維（Ravi） - 奧古斯蒂尼（Augustine）飾演威萊（Vellai） - 庫塔（）飾演甘賈（Ganja） - 阿馬飾演桑古（Sangu） - 希瓦（）飾演迪利（Dilli） - 蘇昆丹（Sugunthan）飾演吉喬（Jijo） - 巴布（）飾演貢杜·巴布（Gundu Babu） - 維傑·穆圖（Vijay Muthu）飾演穆尼（Muni） - 阿肖克（Ashok）飾演卡泰（Kaattai） | - 施拉達·斯里納特飾演普里亞（Priya） - 卡希爾飾演「普利」維格納什（Vignesh "Pulli"） - 瓦拉拉克斯米·薩拉特庫馬爾飾演昌德拉（Chandra） - 戈里拉克什米·G（Gowrilakshmi G）飾演安妮塔（Anitha） - J·K·阿拜（J. K. Abhay）飾演亞歷克斯（Alex） - 阿卡什（Akash）飾演年幼的普利 - 瓦什納維（Vaishnavi）飾演年幼的昌德拉 - 戈拉夫·卡萊（Gaurav Kalai）飾演迪利普（Dilip） |

## 主題及影響
本片的靈感來自印度民間故事《二十五個起屍鬼的故事》，此故事在片頭及片尾以動畫呈現，講述維克拉瑪蒂亞與韋陀羅（起屍鬼）的對峙，兩者也是分別影射正片的兩位主角——維克拉姆（Vikram）及威達（Vedha）。韋陀羅是惡魔般的生物，他向維克拉瑪蒂亞國王提出了一些道德上模棱兩可、答案多樣的問題。電影片名設計師高比·普拉桑納在Instagram上分享了《迷魂梟雄》的泰米爾語海報標題（விக்ரம் வேதா），其中的（Vi）被風格化為形似維克拉瑪蒂亞的劍，的（Dha）則被風格化為形似韋陀羅的尾巴。

## 製作

### 發展
夫妻檔導演組合普什卡—加亞特里早期的電影《閃開》（2007年）及《四分之一》（2010年）都是喜劇片，於是在《四分之一》上映後暫停拍片，以花時間探索其他類型的電影。兩人計劃拍攝的下一部片名為《迷魂梟雄》，基調更為嚴肅，其中憤怒、仇恨和痛苦等情緒驅動著人物的動機。他們決定為此塑造那些行為並非善惡分明的人物。
兩人最初考慮將電影題材設定成政治、商業或新聞領域，最後才決定採用警匪。故事發展啟發自《二十五個起屍鬼的故事》。2015年1月，YNOT製片室的老闆S·薩希坎思在接受《印度教徒報》記者兼影評人蘇迪什·卡馬特採訪時，證實自己將製作此項目。普什卡與加亞特里在2015年專注開發劇本，直到2016年4月完成。迪利普·蘇巴拉揚和P·S·維諾德分別被選為特技指導及攝影指導。A·理查德·凱文（A. Richard Kevin）除了負責剪輯外，還擔任助理導演。K·馬尼坎丹參加試鏡並出演桑塔南（Santhanam）一角後，還被選中負責撰寫對白。

### 選角
維傑·西圖帕提的樣子以及打比方或分享軼事的說話方式，與我們想像中的威達都非常相似。其實我們只是在向他讀本之後才注意到這一點，確信維傑將是威達的不二人選。維克拉姆必須由性格直率的人扮演，該角較適合馬德哈萬，他也非常適合扮演這樣的角色；相比之下，威達做每件事的方式都較拐彎抹角。——普什卡與加亞特里解釋為何選擇馬德哈萬和維傑·西圖帕提擔任主角
普什卡與加亞特里在蘇達·康加拉的《拳擊少女和爆瘋大叔》（2016年）的後製階段期間，遇見了工作中的馬德哈萬。2016年2月，馬德哈萬和維傑·西圖帕提確認出演本片，將分別扮演遭遇戰專家與黑幫角色。兩人都對《二十五個起屍鬼的故事》改編電影的想法很感興趣，所以同意參與其中。馬德哈萬除了為了角色留鬍子外，並未為了減肥而鍛鍊體格。反之，他遵循嚴格的飲食習慣，如下午六點後不進食，每餐後間隔五個半小時。西圖帕提則為了扮演威達而留著花白相間的鬍鬚。
普什卡與加亞特里對卡希爾在《病毒》（2015年）中的表演印象深刻，而選擇他來飾演威達之弟普利（Pulli）。普什卡與加亞特里對《迴轉死劫》（2016年）中的施拉達·斯里納特留下了深刻的印象。2016年10月，施拉達經試鏡後被選定飾演維克拉姆之妻。同月，約翰·維賈伊簽約飾演一名黑幫成員，但後來因與馬拉雅拉姆語電影《CIA：美国的同志》（2017年）的工作檔期衝突而選擇退出。

### 拍攝
《迷魂梟雄》的製作預算為1.1億盧比。電影2016年11月16日在北清奈的卡西梅杜展開主要拍攝；瓦拉拉克斯米·薩拉特庫馬爾加入團隊擔任第二女主角。第一階段拍攝計畫包括為期五天的西圖帕提、卡希爾和瓦拉拉克斯米對手戲。第二階段於2016年11月28日開拍，涉及西圖帕提在維亞薩拉巴迪拍攝的其他戲份。
2016年12月15日，馬德哈萬開始拍攝單人戲以及第二階段中與西圖帕提同台的部分。片中的高潮戲在賓尼米爾斯建築區域拍攝了四天。電影在整個2016年12月都在持續製作，西圖帕提於2017年1月初殺青。當月晚期，馬德哈萬和施拉達的鏡頭拍攝結束後，全片宣告殺青。主要拍攝歷時53天完成。

### 片頭動畫
片頭動畫片段由桑蒂亞·普拉巴特（Sandhya Prabhat）和傑瑪·何塞（Jemma Jose）設計，納薩爾擔任旁白。普拉巴特在接受《新印度快報》的S·納加拉詹（S. Naagarajan）採訪時稱，普什卡與加亞特里希望她「將片頭字幕採用《二十五個起屍鬼的故事》作為主題呈現。」兩人在起草了動畫角色的初步草圖後，向普拉巴特提供了「一幕接一幕的圖畫」，以表達他們對故事的看法，並要求她讓整個場面「看起來具有美感」。普拉巴特與何塞設計的動畫鏡頭與《黑白》（Karuppu Vellai）一曲的歌詞同步。
據何塞所述，片段主要採用灰色、黑色和白色，韋陀羅的眼睛則採用了紅色，以符合電影的主題。普什卡與加亞特里希望普拉巴特和何塞使用「去飽和」的用色、「強烈而有力」的色調。普拉巴特和何塞認為「複雜的圖形及多層次的視覺效果」會分散觀眾的注意力，無法理解電影的主要情節，所以該片段採用傳統動畫形式呈現。整支動畫片段，從故事板到動畫耗時一個半月的時間才完成。

## 音樂
山姆·C·S負責編創電影配樂及原聲帶，並為〈不會從我身邊消失〉（Pogatha Yennavittu）一曲填詞，而莫漢·拉詹、穆薩米爾（Muthamil）與維涅什·希萬分別為歌曲〈何樣〉（Yaanji）、〈工作之歌〉（Tasakku Tasakku）和〈黑白〉填詞。山姆先前曾參與普什卡與加亞特里拍攝的電視廣告；導演兩人對山姆在《神秘謎題》（2017年）中的表現印象深刻後，決定招募他參與本片。音樂版權歸思考音樂所為。
〈何樣〉與〈工作之歌〉在原聲帶2017年6月19日上市之前，分別於2017年6月5日及2017年6月12日作為單曲發行。《印度時報》的莎蘭亞·CR（Sharanya CR）在自己的評論中指出，山姆透過〈黑白〉「帶出了電影情節的精髓」；她也以「時尚完美」詞來形容阿尼魯德與莎克希絲芮·高普蘭所演繹的〈何樣〉。〈不會從我身邊消失〉被她視為「令人印象的音樂創作」，並欣賞〈工作之歌〉中「非常活潑」的節奏，「可留到派對上播放」。莎蘭亞在評論的最後表示，《迷魂梟雄》令「作曲家達到了巔峰」，藉由器樂曲目，「電影的敘事必將透過音樂提升觀影體驗」。

## 行銷
電影的官方推特於2016年12月30日上線。官方片名海報於2017年2月2日發布，首張正式海報則發表於2017年2月24日。預告片於2017年3月13日釋出，其中包含馬德哈萬與西圖帕提之間的動作片段；預告片發布後24小時內，觀看次數突破1000萬次。演員沙·魯克·罕和錫瓦卡席克揚於2017年6月22日也透過YouTube分享了預告片。

## 發行
《迷魂梟雄》中暴力場面較多，最初被中央電影認證委員會評為「A」級證書。製片人為了吸引家庭觀眾，再次成功與審查委員會取得聯繫，使本片獲頒「U/A」證書。
本片原定2017年7月7日於印度上映，但因泰米爾電影製片人委員會抗議印度實施商品及服務稅，加上泰米爾納德邦政府取消對該委員會徵收的地方機構稅而舉行罷工，導致上映日期延期。在邦政府與製片人委員會達成協議，成立委員會調查此事後，各戲院7月6日起恢復放映電影。《迷魂梟雄》2017年7月21日與《捻你的小鬍子》一起在全球上映。本片在泰米爾納德邦由三叉戟藝術發行，放映戲院達350間。ATMUS娛樂（ATMUS Entertainment）負責美國的發行。

## 反響

### 票房
《迷魂梟雄》上映首週末全球票房達1.7億盧比，其中1億盧比來自泰米爾納德邦。截至上映第二個週末，本片在泰米爾納德邦的總票房為2.5億盧比。上映兩週內，全球票房達4億盧比，至此成為繼《巴霍巴利王：磅礡終章》之後年度票房第二高的泰米爾電影。
本片在美國也表現不俗，上映三天就收入超過15萬美元。首週結束時總計36.6萬美元。電影於10月28日完成了為期100天的院線放映。截至2017年12月的統計，全球票房已達6億盧比。
《迷魂梟雄》的成功幫助重振了泰米爾電影業的票房前景，許多戲院老闆及發行商，如阿比拉米大型購物中心所有者阿比拉米·拉馬納坦（Abirami Ramanathan）與瑪雅賈爾購物中心副總裁K·米納克什孫達拉姆（K Meenakshisundaram）都認為，無論商品及服務稅的多寡，人們都會來看內容好的電影。

### 評價
《迷魂梟雄》在影評界及觀眾間取得普遍好評，電影的各方面皆受到讚譽。
本片被《印度快報》的撰稿人馬諾傑·庫馬爾·R（Manoj Kumar R）稱為「年度最佳泰米爾電影」。他認為，儘管馬德哈萬和西圖帕提為帶來「激烈而令人信服」的表演而「相互競爭」，但西圖帕提「憑自然的表演贏得了觀眾的掌聲及歡呼」。《印度斯坦時報》的卡提克·庫馬爾（Karthik Kumar）稱讚馬德哈萬的表演「出色」，並認為西圖帕提飾演的威達「魅力無與倫比」、「毫無疑問是本片最佳角色」。《今日印度》的斯里瓦特桑（Srivatsan）將本片評為「編寫巧妙的驚悚片，具有質感、人物弧線發展完善且電影製作技巧精妙」。他也將維克拉姆與威達之間的互動及心理遊戲比作《黑暗騎士》（2008年）中蝙蝠俠與小丑。
《印度時報》的M·蘇甘斯（M Suganth）在評論中認為馬德哈萬「時尚而嚴肅」，西圖帕提則「十分妄自尊大」。《德干紀事報》的阿努帕瑪·蘇布拉馬尼亞姆（Anupama Subramaniam）表示，西圖帕提「渾身散發著魅力」，而馬德哈萬付出了「真摯」的努力，同時讓觀眾與角色的情感產生共鳴。《美麗馬拉雅拉報》的拉格甚·戈皮納坦（Ragesh Gopinathan）稱本片為「才華橫溢之作」、「風格和要旨完美融合」。戈皮納坦也認為，施拉達·斯里納特、瓦拉拉克斯米及哈瑞希·普拉狄「真實地刻畫了各自的角色」。第一郵報網站的斯里達爾·皮萊（Sreedhar Pillai）評論：「集巧妙寫作、精湛人物塑造以及主演馬德哈萬與維傑·西圖帕提精彩表演於一體的勝利，足以令本片熠熠生輝。」他還稱讚了瓦拉拉克斯米飾演的昌德拉（Chandra），儘管飾演了「無足輕重的角色」，卻「為影片增添了一絲溫暖」。影評人兼記者巴拉德瓦吉·蘭甘在網站的評論中指出，西圖帕提「太棒了」，「用最隨意的方式說出了取悅觀眾的台詞」。他也認為昌德拉是片中「最令人信服的角色」。Sify的影評人稱，馬德哈萬的「微妙」及西圖帕提「無與倫比」的表演是本片的「主力」，並認為施拉達表現「出色」，而瓦拉拉克斯米自始至終都顯得「大膽又天真」。The Quint網站的維克拉姆·文卡特斯瓦蘭（Vikram Venkateswaran）稱讚馬德哈萬的表演「完美無缺」，「完全沉浸在銀幕之中」。但批評西圖帕提「扮演自己太久了」，「他的魅力遠不止像亞歷克斯那樣自作聰明的友好鄰居」。
蘇甘斯指出，所有角色之間的對話，甚至開場片段，都是「精心拼湊的拼圖片」。但他批評情節結構過於複雜，且「不夠嚴肅」，使整部片顯得「令人乏味」且「悠悠哉哉」。《印度教徒報》的維沙爾·梅農（Vishal Menon）認為本片是「對善惡以及介於兩者之間的一切事物的精彩探索」，但感覺後半段「些許偵探驚悚片的味道」減慢了電影的節奏。卡提克·庫馬爾稱「最近沒有一部泰米爾語電影能成功地激發觀眾的智慧」，稱讚普什卡與加亞特里的劇本辦到了這點。Sify的影評人稱讚了導演對人類情感的處理，稱人物的灰色特質可謂「新穎的面向」。The News Minute網站的普里揚卡·蒂魯莫西（Priyanka Thirumurthy）在評論中寫道，導演「巧妙的劇本令你像搭上雲霄飛車般一波三折體驗」。同樣，《新印度快報》的蘇迪爾·斯里尼瓦桑（Sudhir Srinivasan）也稱讚普什卡與加亞特里對《二十五個起屍鬼的故事》的當代改編為「文筆優美、製作精良」。邁蒂利·拉馬錢德蘭（Mythily Ramachandran）在《海灣新聞》的撰文中稱，普什卡與加亞特里的劇本「寫得強而有力」、角色「塑造鮮明」，加上全體演員的「完美演出」皆可謂本片的一大看點。
諸多影評人認為攝影指導P·S·維諾德過去拍攝黑幫電影的經歷，例如《危險時刻》（2010年），有助於《迷魂梟雄》的成功。斯里達爾·皮萊和Sify影評人指出，維諾德的掌鏡技術和攝影角度能適當表達情緒並營造出緊張感，且完美捕捉了北欽奈的環境。巴拉德瓦吉·蘭甘將電影攝影對比黑色電影中的「光影戲」，並斷然得出結論：「本片沒有無趣的畫面」，單從拍攝技術上而言就值得一看。

### 獎項
《迷魂梟雄》在第65屆南印度電影觀眾獎獲得七項提名，其中包括最佳電影及最佳女配角，最終贏得四座獎項。馬德哈萬和西圖帕提皆獲印度電影觀眾獎最佳泰米爾男主角提名，西圖帕提最終獲獎；馬德哈萬則贏得了印度電影觀眾評論獎最佳泰米爾男主角。本片獲得的其他獎項包括最佳導演（普什卡—加亞特里）及最佳代唱男歌手（〈何樣〉的阿尼魯德）。本片在第10屆維傑獎的15項提名中贏得了四項，包括最佳導演及最佳編劇（均普什卡—歌雅特瑞）、最佳男主角（西圖帕提）和最佳背景音樂（山姆）。《迷魂梟雄》還獲得了四座挪威泰米爾影展獎、三座阿南達·維卡坦電影獎、兩座Techofes獎與一座愛迪生獎。

## 翻拍及影響力
2018年3月，普什卡—加亞特里宣布將執導《迷魂梟雄》的印地語翻拍版，並再次由YNOT製片室製作。印地語翻拍版電影與原版同名，2022年9月30日上映。
2018年戲仿電影《泰米爾電影2》同樣由YNOT製片室製作、三叉戟藝術發行，片中惡搞了《迷魂梟雄》的審訊戲。

## 外部連結
- 互联网电影数据库（IMDb）上《迷魂梟雄》的资料（英文）